# Working!!
Working!! é uma tira yonkoma escrita e ilustrada por Karino Takatsu. Estreou na revista de mangá seinen da Square Enix, Young Gangan, em Janeiro de 2005. O primeiro volume foi lançado em Novembro de 2005 no Japão; até Março de 2010, sete volumes foram lançados. A Square Enix lançou três CDs entre 2007 e 2009 com roteiros escritos por Shogo Mukai. Um anime produzido pela A-1 Pictures e dirigido por Yoshimasa Hiraike foi ao ar no Japão no dia 4 de Abril de 2010.

## Personagens
Sōta Takanashi (小鳥遊 宗太, Takanashi Sōta)
Dublado por: Kenichi Suzumura (CD), Jun Fukuyama (anime)
O personagem principal de Working!!, Sota é um estudante de 16 anos do ensino médio recrutado por Poplar para se tornar um novo empregado no restaurante Wagnaria. Ele sempre acha que as regras do estabelecimento e seus funcionários são estranhos, mas ele continua atraído pelo serviço. Ele é capaz de se adaptar rapidamente em seu trabalho no restaurante. Ele tem três irmãs mais velhas e uma mais nova. Como suas irmãs são muito altas, irresponsáveis e a mais velha assustadora, ele passou a amar tudo aquilo que seja pequeno e fofo como cães, gatos, crianças e até Pulgas D'água.
Poplar Taneshima (種島 ぽぷら, Taneshima Popura)
Dublada por: Mai Kadowaki (CD), Kana Asumi (anime)
A protagonista feminina, Poplar é uma estudante de 17 anos do ensino médio que trabalha na Wagnaria. Ela é muito esforçada no serviço, mas algumas vezes ela comete alguns erros tolos. Ela é muito sensível quando se trata de sua altura, muitos clientes pensam que ela é mais jovem do que aparenta. Ela sempre falha ao tentar ganhar o respeito de Sota, que é um ano mais jovem do que ela, já que ele frequentemente a trata como uma estudante do ensino fundamental. Ela também não consegue chamá-lo pelo seu apelido, dizendo “Katanashi” no lugar de “Takanashi”, mesmo quando é corrigida.
Mahiru Inami (伊波 まひる, Inami Mahiru)
Dublada por: Mai Nakahara (CD), Saki Fujita (anime)
Mahiru é uma garota tímida que faz parte da equipe de empregados da Wagnaria. Ela tem 17 anos. Ela possui androfobia,(um grande medo de homens), então ela soca qualquer homem que chegue perto. Esse comportamento violento foi gerado por seu pai, que alimentou o pensamento de que todos são ruins e estão prontos para atacá-la a todo instante, e inclusive coloca secretamente peso nas suas coisas para que ela fique forte para socá-los. Como ela e Sota geralmente se encontram, ele sofre a brutalidade de seus ataques. Contudo, ela começou a ter um grande progresso em seu medo de homens, de tanto descontar em Sota. Com o tempo ela se apaixona por ele.
Kyōko Shirafuji (白藤 杏子, Shirafuji Kyōko)
Dublada por: Junko Minagawa (CD), Kumiko Watanabe(anime)
Kyoko tem 28 anos e é a gerente de Wagnaria. Extremamente comilona, vira um demônio ao ser chamada de velha e geralmente não faz trabalho algum. Quando faz, sempre usa de violência nos clientes inclusive chamando membros de sua antiga gangue. Para ela, os empregados devem vir antes dos clientes, já que são eles que fazem todo o serviço.
Yachiyo Todoroki (轟 八千代, Todoroki Yachiyo)
Dublada por: Shiho Kawaragi(CD), Eri Kitamura(anime)
Yachiyo é outra empregada do restaurante, ela tem 20 anos de idade. Ela habitualmente carrega uma katana, que de acordo com ela, foi feita por seus pais, que costumavam ser ferreiros. Ela não percebe que alguns clientes, e até mesmo Sota, são intimidados pela sua lâmina. Ela admira Kyoko pois quando pequena foi protegida por ela de garotos que gozavam dela por carregar uma arma. Ela fica muito irritada quando qualquer um oferece comida para Kyoko, pois este é o mimo que ela somente pode oferecer.
Satou Jun (佐藤润, Jun Satou)
Dublado por: Daisuke Ono (anime)
Jun é o chef do restaurante Wagnaria. Ele é muito quieto,  reservado e passa uma sensação de ser frio, mas é muito amável e calmo. Ele é apaixonado por Yachiyo mas não consegue expressar seus sentimentos, em contrabalanço, desconta suas frustrações e ciúme em Poplar, escabelando-a e a chamando de pequena. Ele comumente é atazanado por Souma que sabe de seus sentimentos.
Hiroomi Souma (Souma Hiroomi)
Dublado por: Hiroshi Kamiya (anime)
Souma é o ajudante da cozinha do restaurante Wagnaria. Ele é um rapaz que parece estar sempre feliz. Por alguma razão, ele conhece os segredos e fraquezas de todos no restaurante, chantageando-os para que realizem suas tarefas ou simplesmente pois acha interessante vê-los passar por situações inusitadas.

## Nome dos episódios
01. Bem Vindo ao Wagnaria
02. Inami, medo dos homens. Porque eles são assustadores...
03. Yachiyo, Kyoko, Satou... e Otoo-san estão de volta 
04. Souma, um cara excessivamente refrescante
05. Um certo dia de ventania... Um wagnaria diferente
06. A melancolia de Souta, as mulheres da familia Takanashi
07. Otoo volta mais uma vez, e a nova funcionaria Yamada!
08. O primeiro da Inami P-a-s-seio!
09. Kotori-chan aparece
10. A verdade suspeita... Nazuna trabalha!
11. Os dois no passado, Yachiyo e Satou.
12. Porquê! A noite antes da batalha final. O favor pago de Taneshima.
13. A batalha decisiva chamada encontro